# Allas-Champagne
Pour les articles homonymes, voir Champagne.
Allas-Champagne est une commune du Sud-Ouest de la France située dans le département de la Charente-Maritime (région Nouvelle-Aquitaine). La commune fait partie de canton de Jonzac dans l'arrondissement de Jonzac.

## Géographie

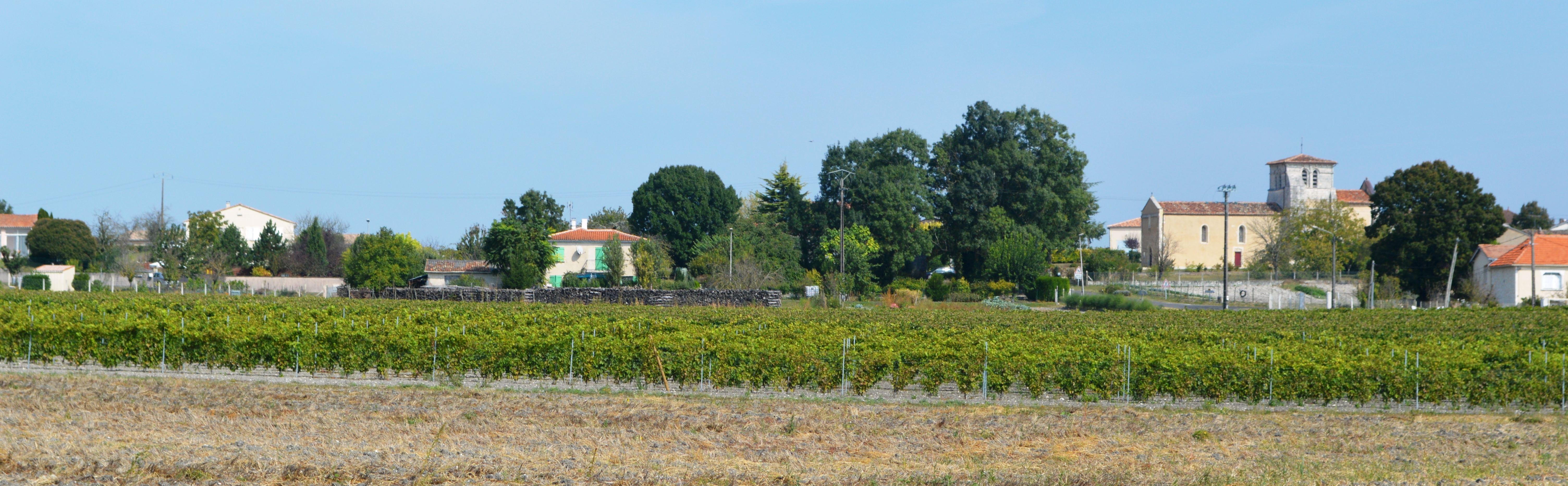
Vue générale.

La commune d'Allas-Champagne se situe dans le sud du département de la Charente-Maritime, en région Nouvelle-Aquitaine, dans l'ancienne province de Saintonge. Appartenant au Midi de la France — on parle plus précisément de « Midi atlantique », au cœur de l'arc atlantique, elle est partie intégrante du Grand Sud-Ouest français, et est parfois également incluse dans un Grand Ouest aux contours plus flous.

### Communes limitrophes
|                  | Arthenac        |                       |
| Réaux sur Trèfle | Allas-Champagne | Brie-sous-Archiac     |
| Champagnac       | Meux            | Saint-Ciers-Champagne |

### Transports

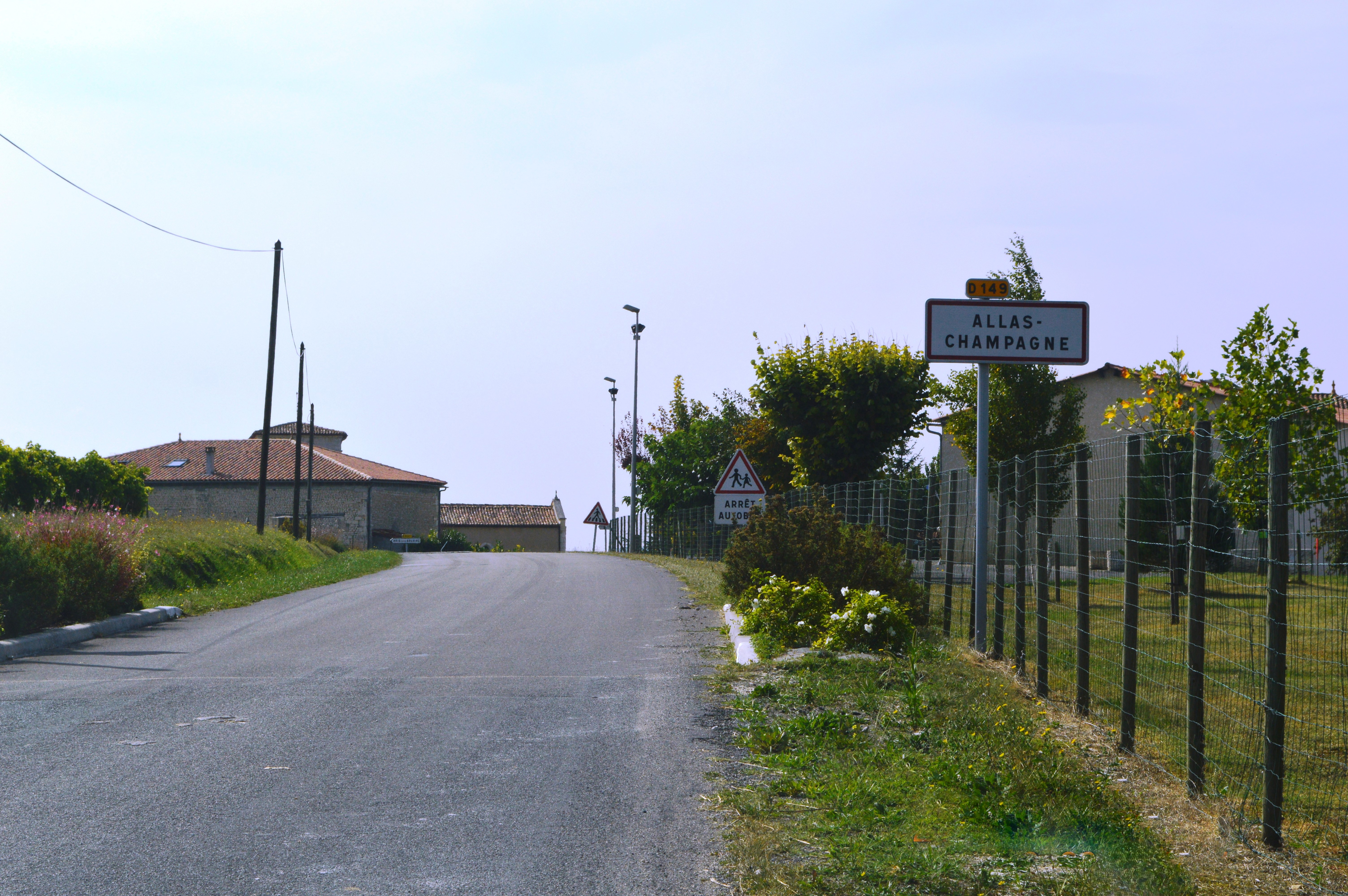
D 149, route qui dessert la commune.

#### Gares et haltes ferroviaires
- Jonzac, à 9 km ;
- Fontaines-d'Ozillac (halte), à 9,9 km ;
- Clion-sur-Seugne (halte), à 13,1 km ;
- Pons, à 20 km ;
- Montendre, à 21,6 km.

#### Aéroport et aérodrome
- Cognac 21 km ;
- Angoulême 52,1 km ;
- Aérodrome de Royan - Médis 52,7 km.

## Urbanisme

### Typologie
Au 1er janvier 2024, Allas-Champagne est catégorisée commune rurale à habitat très dispersé, selon la nouvelle grille communale de densité à 7 niveaux définie par l'Insee en 2022.
Elle est située hors unité urbaine. Par ailleurs la commune fait partie de l'aire d'attraction de Jonzac, dont elle est une commune de la couronne,. Cette aire, qui regroupe 35 communes, est catégorisée dans les aires de moins de 50 000 habitants,.

### Occupation des sols
L'occupation des sols de la commune, telle qu'elle ressort de la base de données européenne d’occupation biophysique des sols Corine Land Cover (CLC), est marquée par l'importance des territoires agricoles (97,6 % en 2018), une proportion identique à celle de 1990 (97,6 %). La répartition détaillée en 2018 est la suivante : 
terres arables (42,3 %), cultures permanentes (34 %), zones agricoles hétérogènes (20,5 %), forêts (2,4 %), prairies (0,9 %). L'évolution de l’occupation des sols de la commune et de ses infrastructures peut être observée sur les différentes représentations cartographiques du territoire : la carte de Cassini (XVIIIe siècle), la carte d'état-major (1820-1866) et les cartes ou photos aériennes de l'IGN pour la période actuelle (1950 à aujourd'hui).

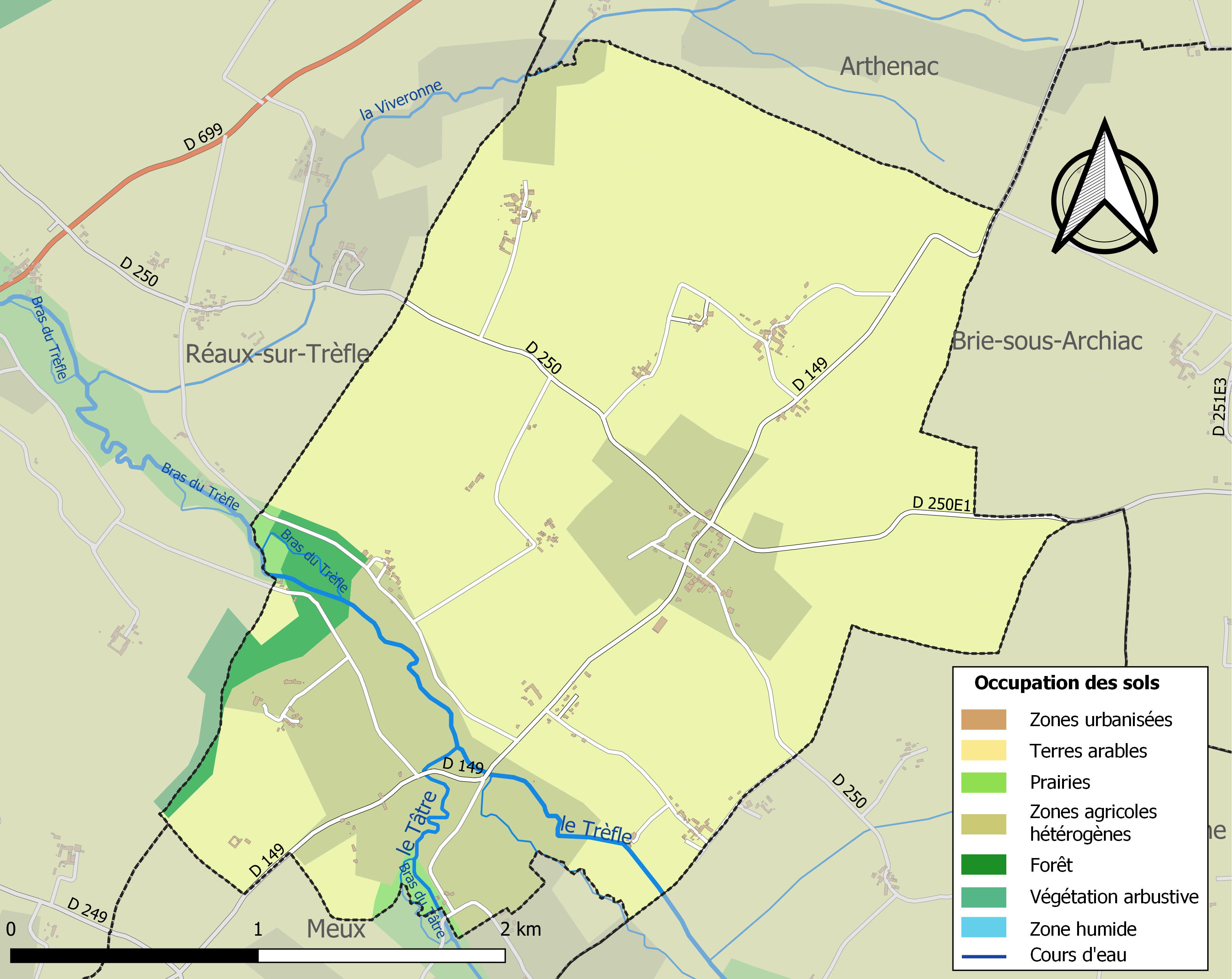
Carte des infrastructures et de l'occupation des sols de la commune en 2018 (CLC).

### Risques majeurs
Le territoire de la commune d'Allas-Champagne est vulnérable à différents aléas naturels : météorologiques (tempête, orage, neige, grand froid, canicule ou sécheresse), inondations, mouvements de terrains et séisme (sismicité faible). Il est également exposé à un risque technologique,  le transport de matières dangereuses. Un site publié par le BRGM permet d'évaluer simplement et rapidement les risques d'un bien localisé soit par son adresse soit par le numéro de sa parcelle.

#### Risques naturels
Certaines parties du territoire communal sont susceptibles d’être affectées par le risque d’inondation par débordement de cours d'eau, notamment le Trèfle et le Tâtre. La commune a été reconnue en état de catastrophe naturelle au titre des dommages causés par les inondations et coulées de boue survenues en 1982, 1993, 1999 et 2010,.

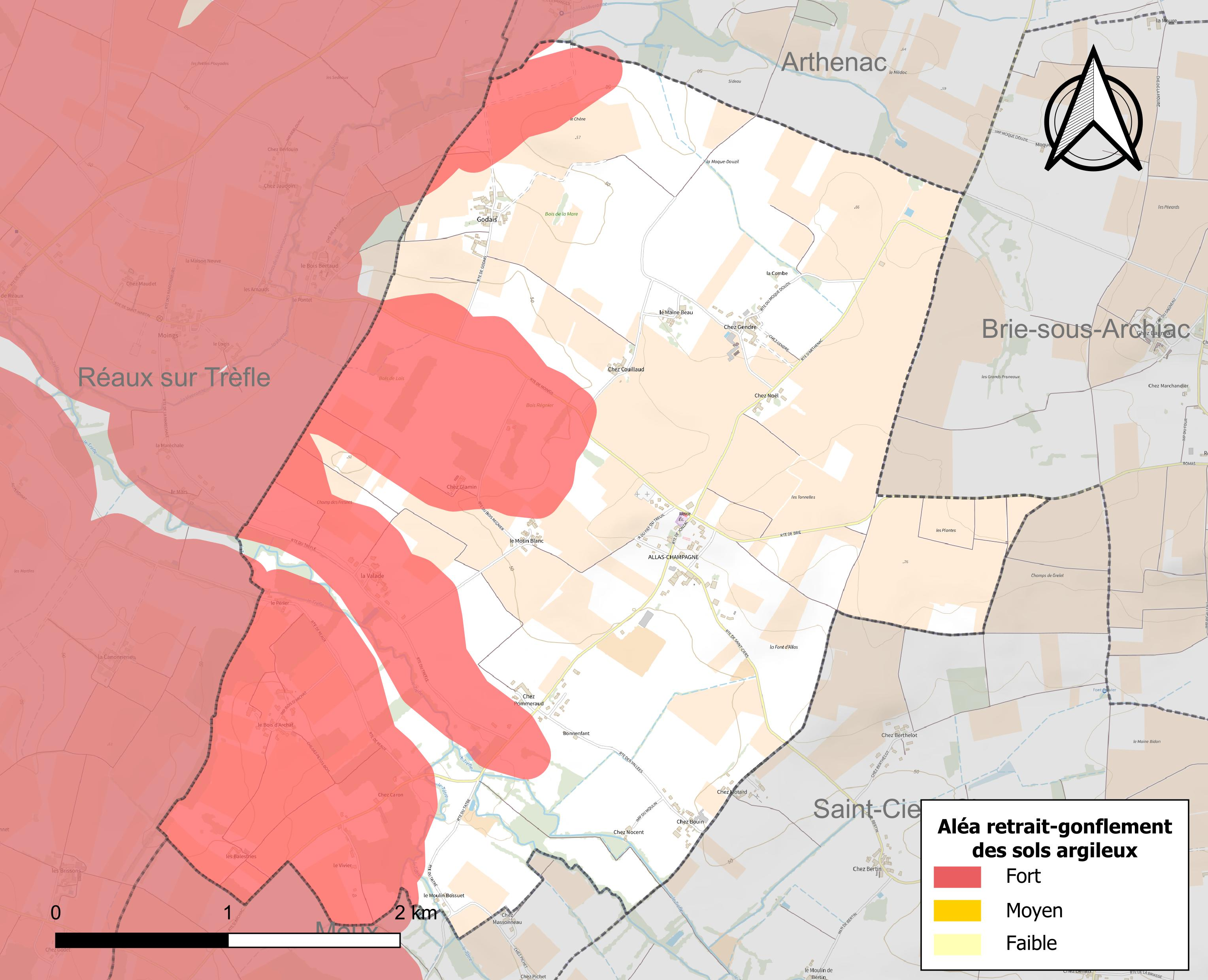
Carte des zones d'aléa retrait-gonflement des sols argileux d'Allas-Champagne.

Les mouvements de terrains susceptibles de se produire sur la commune sont des tassements différentiels.
Le retrait-gonflement des sols argileux est susceptible d'engendrer des dommages importants aux bâtiments en cas d’alternance de périodes de sécheresse et de pluie. 31,7 % de la superficie communale est en aléa moyen ou fort (54,2 % au niveau départemental et 48,5 % au niveau national). Sur les 129 bâtiments dénombrés sur la commune en 2019,  35 sont en aléa moyen ou fort, soit 27 %, à comparer aux 57 % au niveau départemental et 54 % au niveau national. Une cartographie de l'exposition du territoire national au retrait gonflement des sols argileux est disponible sur le site du BRGM,.
Par ailleurs, afin de mieux appréhender le risque d’affaissement de terrain, l'inventaire national des cavités souterraines permet de localiser celles situées sur la commune.
Concernant les mouvements de terrains, la commune a été reconnue en état de catastrophe naturelle au titre des dommages causés par la sécheresse en 2003 et par des mouvements de terrain en 1999 et 2010.

#### Risques technologiques
Le risque de transport de matières dangereuses sur la commune est lié à sa traversée par une ou des infrastructures routières ou ferroviaires importantes ou la présence d'une canalisation de transport d'hydrocarbures. Un accident se produisant sur de telles infrastructures est susceptible d’avoir des effets graves sur les biens, les personnes ou l'environnement, selon la nature du matériau transporté. Des dispositions d’urbanisme peuvent être préconisées en conséquence.

## Toponymie
Comme son homonyme du Périgord, le nom d'Allas-Champagne pourrait provenir, soit d'Alacius, personnage d'origine gallo-romaine, soit du peuple des Alains, envahisseurs de la Gaule au début du Ve siècle[réf. nécessaire].

## Histoire

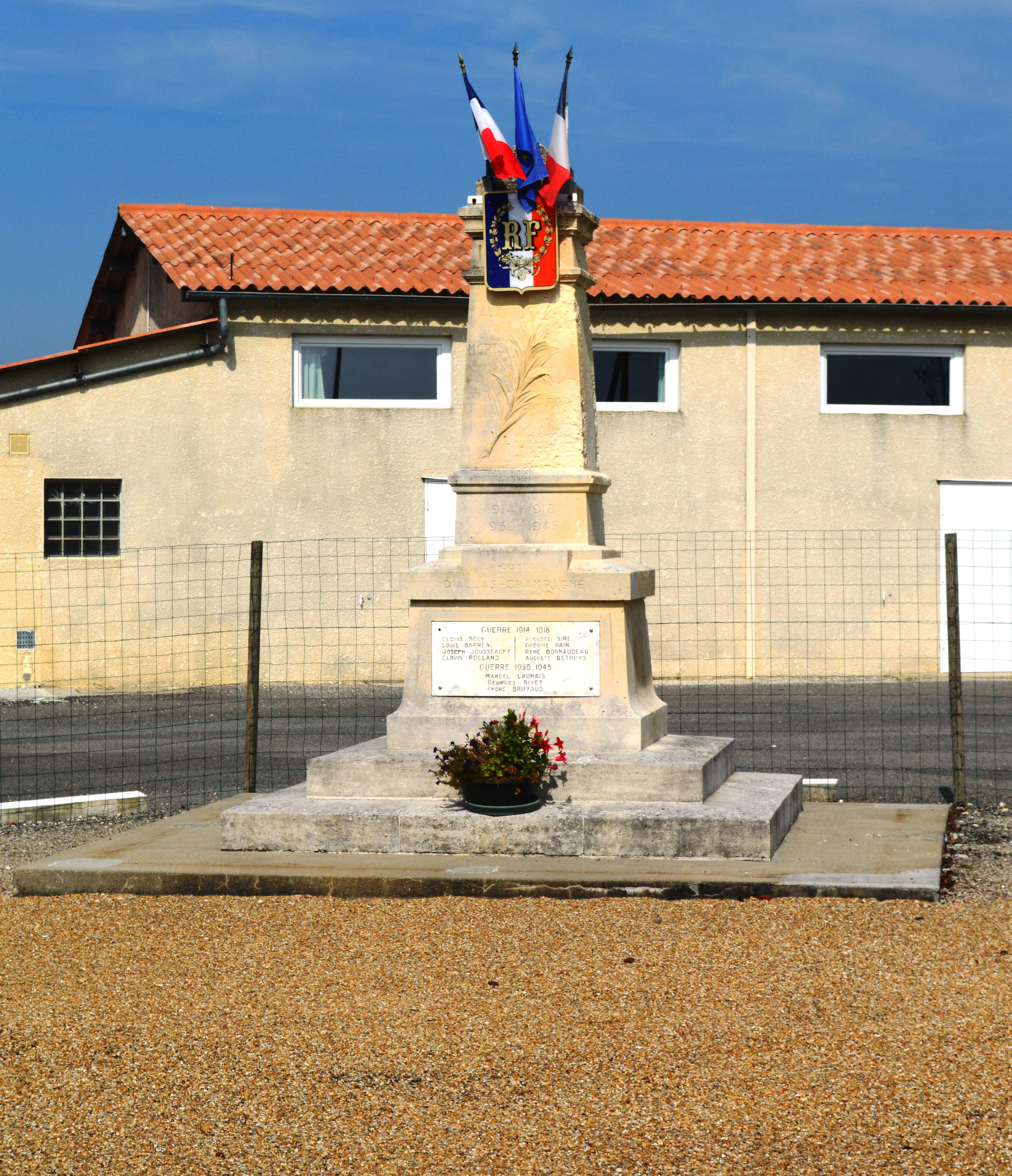
Le monument aux morts, Allas-Champagne.

## Politique et administration

### Liste des maires
| Période                                  | Période  | Identité         | Étiquette | Qualité                    |
| ---------------------------------------- | -------- | ---------------- | --------- | -------------------------- |
| 2001                                     | 2014     | Yves Guénoux     | SE        | Cadre commercial           |
| 2014                                     | en cours | Bernard Maindron |           | Retraité fonction publique |
| Les données manquantes sont à compléter. |          |                  |           |                            |

## Population et société

### Démographie
Les habitants sont appelés les Allasiens.

#### Évolution démographique
L'évolution du nombre d'habitants est connue à travers les recensements de la population effectués dans la commune depuis 1793. Pour les communes de moins de 10 000 habitants, une enquête de recensement portant sur toute la population est réalisée tous les cinq ans, les populations de référence des années intermédiaires étant quant à elles estimées par interpolation ou extrapolation. Pour la commune, le premier recensement exhaustif entrant dans le cadre du nouveau dispositif a été réalisé en 2008.

En 2022, la commune comptait 266 habitants, en évolution de −3,27 % par rapport à 2016 (Charente-Maritime : +4,04 %, France hors Mayotte : +2,11 %).
| 1793 | 1800 | 1806 | 1821 | 1831 | 1836 | 1841 | 1846 | 1851 |
| ---- | ---- | ---- | ---- | ---- | ---- | ---- | ---- | ---- |
| 506  | 515  | 496  | 503  | 513  | 503  | 472  | 425  | 416  |

| 1856 | 1861 | 1866 | 1872 | 1876 | 1881 | 1886 | 1891 | 1896 |
| ---- | ---- | ---- | ---- | ---- | ---- | ---- | ---- | ---- |
| 349  | 345  | 360  | 329  | 322  | 295  | 293  | 257  | 244  |

| 1901 | 1906 | 1911 | 1921 | 1926 | 1931 | 1936 | 1946 | 1954 |
| ---- | ---- | ---- | ---- | ---- | ---- | ---- | ---- | ---- |
| 220  | 253  | 277  | 259  | 265  | 278  | 278  | 252  | 259  |

| 1962 | 1968 | 1975 | 1982 | 1990 | 1999 | 2006 | 2008 | 2013 |
| ---- | ---- | ---- | ---- | ---- | ---- | ---- | ---- | ---- |
| 220  | 201  | 200  | 213  | 207  | 184  | 224  | 235  | 281  |

| 2018 | 2022 | - | - | - | - | - | - | - |
| ---- | ---- | - | - | - | - | - | - | - |
| 254  | 266  | - | - | - | - | - | - | - |

#### Pyramide des âges
La population de la commune est relativement jeune. En 2018, le taux de personnes d'un âge inférieur à 30 ans s'élève à 29,5 %, soit au-dessus de la moyenne départementale (29 %). À l'inverse, le taux de personnes d'âge supérieur à 60 ans est de 26,3 % la même année, alors qu'il est de 34,9 % au niveau départemental.
En 2018, la commune comptait 130 hommes pour 124 femmes, soit un taux de 51,18 % d'hommes, largement supérieur au taux départemental (47,85 %).
Les pyramides des âges de la commune et du département s'établissent comme suit.
| Hommes | Classe d’âge | Femmes |
| ------ | ------------ | ------ |
| 0,8    | 90 ou +      | 4,8    |
| 6,2    | 75-89 ans    | 8,1    |
| 15,4   | 60-74 ans    | 17,7   |
| 21,5   | 45-59 ans    | 20,2   |
| 28,5   | 30-44 ans    | 17,7   |
| 7,7    | 15-29 ans    | 14,5   |
| 20,0   | 0-14 ans     | 16,9   |

| Hommes | Classe d’âge | Femmes |
| ------ | ------------ | ------ |
| 1,1    | 90 ou +      | 2,6    |
| 10,1   | 75-89 ans    | 12,6   |
| 22     | 60-74 ans    | 23,2   |
| 20,1   | 45-59 ans    | 19,7   |
| 16,1   | 30-44 ans    | 15,6   |
| 15,2   | 15-29 ans    | 12,7   |
| 15,4   | 0-14 ans     | 13,6   |

## Économie

### Agriculture
La viticulture est une ressource économique importante de la commune, qui est située en Petite Champagne, dans la zone d'appellation d'origine contrôlée du cognac.

## Équipements, services et vie locale

### Enseignement
Une école maternelle publique est située au centre-bourg.

## Culture locale et patrimoine

### Lieux et monuments

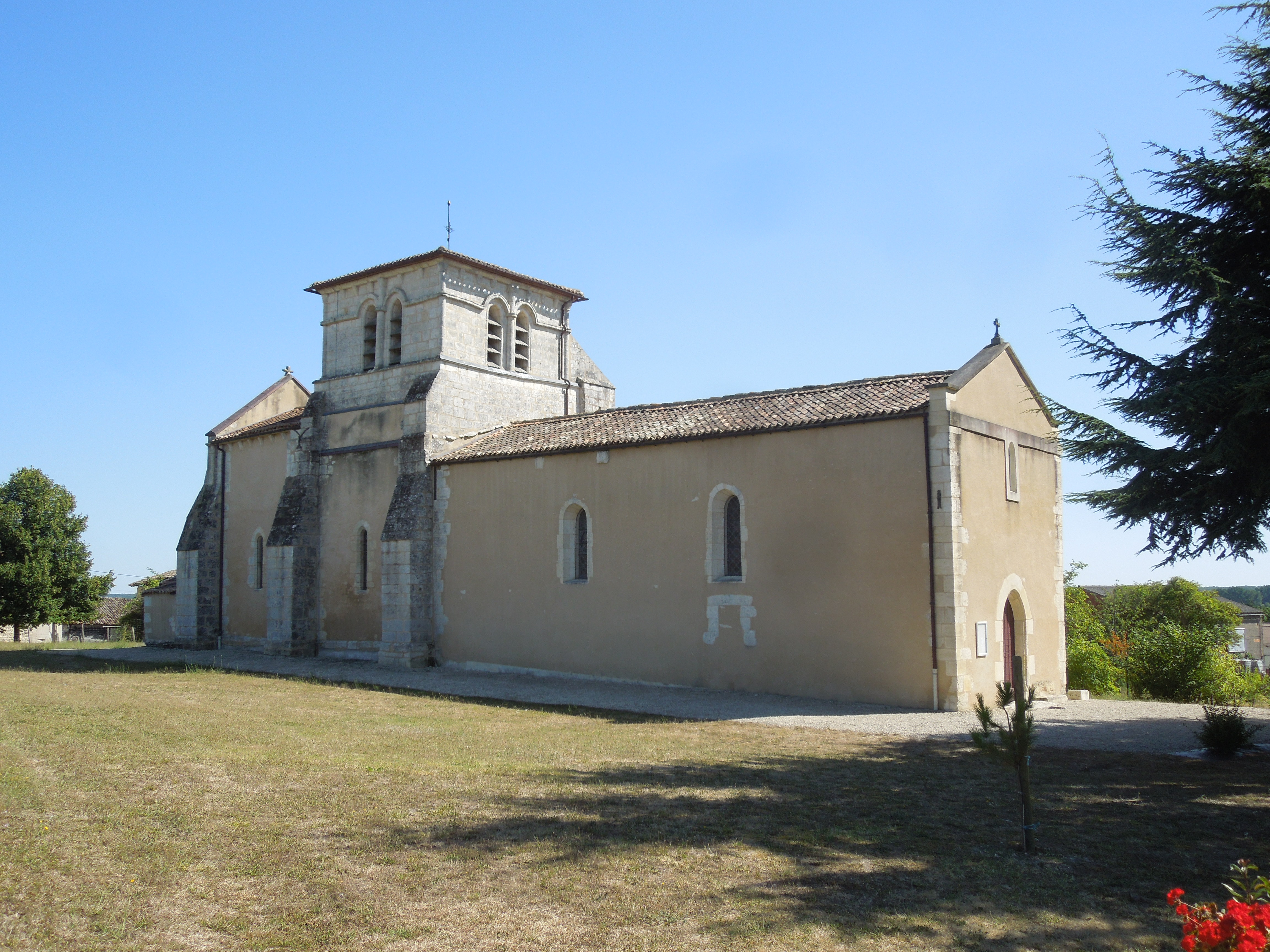
L'église Saint-Didier.

L'église paroissiale Saint-Didier, construite au XIIe siècle, a été restaurée à plusieurs époques. Sa façade devenue très austère a néanmoins gardé un portail cintré orné de moulures.

### Héraldique
| Blason de Allas-Champagne | Blason  | Parti : au 1er de gueules au cep de vigne d'or, au 2e d'argent à trois fasces ondées d'azur et à la volute de crosse d'or brochante.                                                                                            |
| Blason de Allas-Champagne | Détails | Le cep de vigne évoque une commune viticole, les trois fasces ondées les trois rivières qui arrosent la commune et la volute de crosse, saint Didier. Armoiries composées par Jean-François Binon et adoptées en novembre 2019. |